# La Merced (Salta)
La Merced é um município da província de Salta, na Argentina.